# Commandement militaire suprême italien
Le Commandement militaire suprême italien (en italien: Comando supremo militare italiano ou nommé plus simplement Comando supremo) était l'organe supérieur des forces armées italiennes (en italien: Forze armate italiane, abrégées en FF.AA.). Il a été créé le 24 mai 1915 à Villa Volpe à Fagagna et à partir de juin au lycée classique Jacopo Stellini (Liceo Classico Jacopo Stellini) à Udine, pendant la Première Guerre mondiale.
Le Commandement militaire suprême italien est définitivement dissous le 1er janvier 1920 et une partie de ses compétences est transférée à l'état-major général du Regio Esercito.

## Organisation et histoire
Il était divisé en trois organes principaux: 
- le bureau du chef d'état-major de l'armée italienne, le général de corps d'armée,
- le département des opérations,
- le quartier général,

chacun composé d'un certain nombre de bureaux.

### Organisation

#### Bureau du chef d'état-major de l'armée de terre
- Bureau du secrétariat du chef d'état-major de l'armée de terre
- Bureau de commande et de mobilisation
- Bureau technique
- Officiers du groupe de disposition

#### Département des opérations
- Secrétariat
- Bureau d'information (Bureau I du Commandement suprême)
  - Secrétariat
  - 1ère Section d'Information (responsable du front carnique)
  - 2ème Section d'information (responsable du Front Tyrol-Tridentin)
  - 3ème section d'information
    - Service de contre-espionnage
    - Service de la police militaire

  - 4e section d'information
    - Service de chiffrement
    - Section presse
    - Unité des Traducteurs et Interprètes
    - Agents de l'unité d'élimination des déchets
    - Département Cryptographique
- Bureau des situations de guerre
- Bureau des Forces Armées
- Bureau des affaires diverses
- Bureau des services aéronautiques avec le 3e groupe (plus tard le 3e groupe de chasseurs terrestres)

#### Quartier général
- Quartier général du commandement
- Unité du service de la correspondance
- Unité de service postal
- Unité de service médical
- Unité des services vétérinaires
- Unité de service de cantine
- Section royale des carabiniers
- Section du train d'artillerie
- Peloton d'accompagnateurs d'officiers à cheval
- Peloton de préposés aux officiers non montés
- Bureau de l'administration
- Laboratoire de typographie
- Draperie des automobilistes

#### Départements agrégés
- Département de la Discipline et de l'Avancement
  - Secrétariat et bureau des récompenses
  - Bureau de discipline
  - Bureau de l'avancement
  - Bureau de la justice militaire
- Commandement général de l'artillerie
- Commando Generale del Genio
- Haut commandement des Carabiniers royaux
- Secrétariat général pour les affaires civiles
- Intention générale

Le 8 novembre 1917, après la bataille de Caporetto, le quartier général, après s'être replié depuis le 27 octobre au Palazzo Revedin à Trévise, puis au Palazzo Dolfin à Padoue, puis dans la villa de Bruno Brunelli Bonetti à Tramonte di Teolo, s'établit à l'hôtel Trieste à Abano Terme sous les ordres du général Armando Diaz.

### Structure du 9 août 1919
Le 9 août 1919, coïncidant avec le transfert de son quartier général d'Abano Terme à Rome, le commandement suprême prend l'ordre suivant::
- Quartier général
  - Département des opérations
  - Bureau O (Opérations)
  - Bureau A (Formation)
  - Bureau E (étranger)
  - Bureau I (Information)
  - Bureau historique
- Département des commandes et des services
  - Bureau M (Mobilisation)
  - Bureau R (recrutement)
  - Bureau S (Services)
  - Bureau T (Transport)

### Services dépendants
Mai 1915
- 1ª Armata
- 2ª Armata
- 3ª Armata
- 4ª Armata
- Riserva del Comando Supremo
- Presidio nelle Isole italiane dell'Egeo
- Presidio in Libia

Novembre 1918
- 7ª Armata delle Giudicarie
- 1ª Armata del Trentino
- 6ª Armata degli Altipiani
- 4ª Armata del Grappa
- 12ª Armata francese
- 8ª Armata del Montello
- 10ª Armata britannica
- 3ª Armata del Piave
- 9ª Armata di Riserva
- Riserva del Comando Supremo
- II Corpo d'armata in Francia
- XVI Corpo d'armata in Albania
- 35ª Divisione territoriale in Macedonia
- Truppe nelle Isole italiane dell'Egeo
- Truppe di presidio in Libia
- Corpo di spedizione in Sinai e Palestina

### Commandements
- Général de corps d'armée (Tenente Generale) Luigi Cadorna
- Général de corps d'armée (Tenente Generale) Armando Diaz

## Note
1. ↑  Circulaire n° 94688, du Commandement suprême - Bureau M, du 9 août 1919, citée ; dans AUSSME, Fonds E-11 " Missions militaires diverses auprès des Alliés et missions militaires italiennes à l'étranger ", b. 62 bis.

## Source
- (it) Cet article est partiellement ou en totalité issu de l’article de Wikipédia en italien intitulé « Comando supremo militare italiano » (voir la liste des auteurs).